# Stenocranus
Stenocranus är ett släkte av insekter som beskrevs av Franz Xaver Fieber 1866. Stenocranus ingår i familjen sporrstritar.

## Bildgalleri

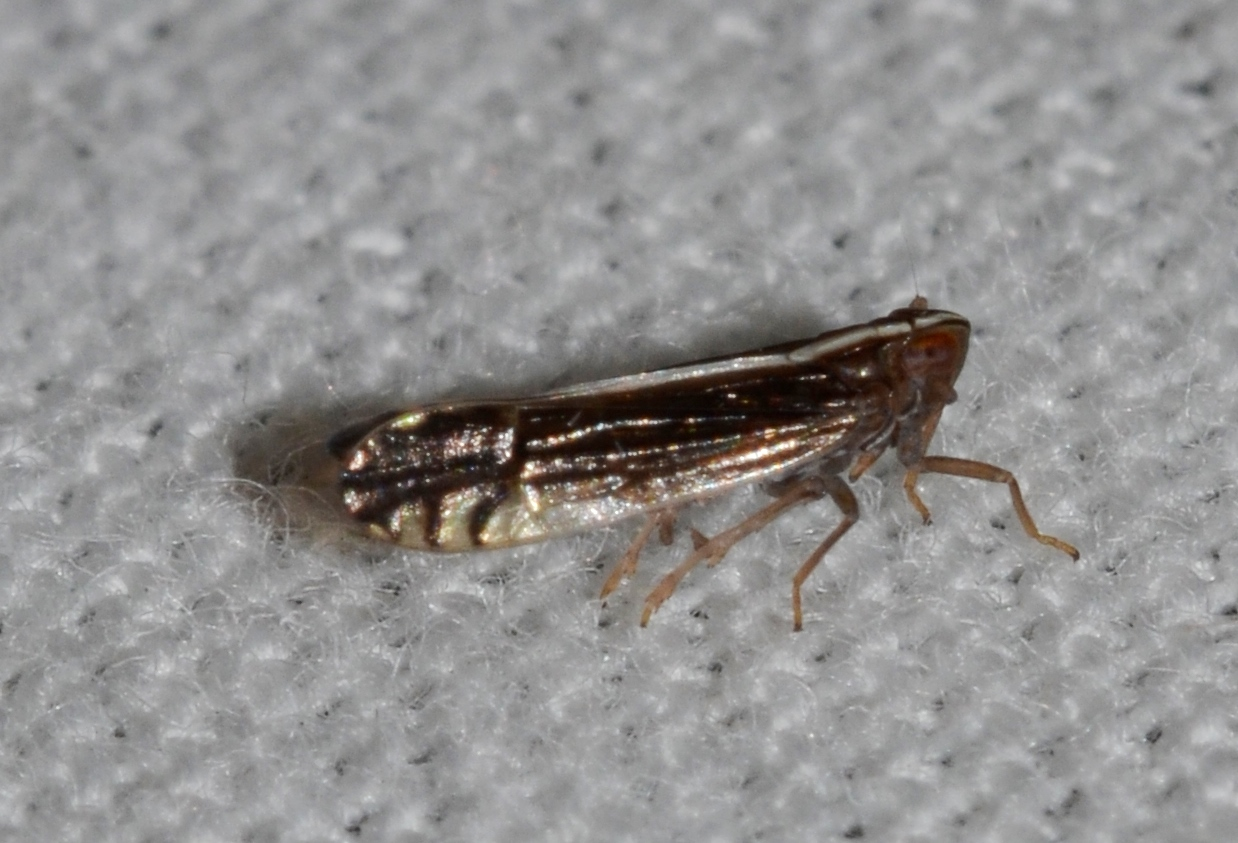
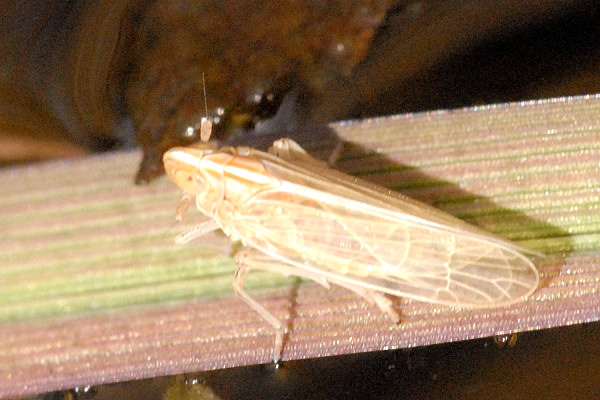
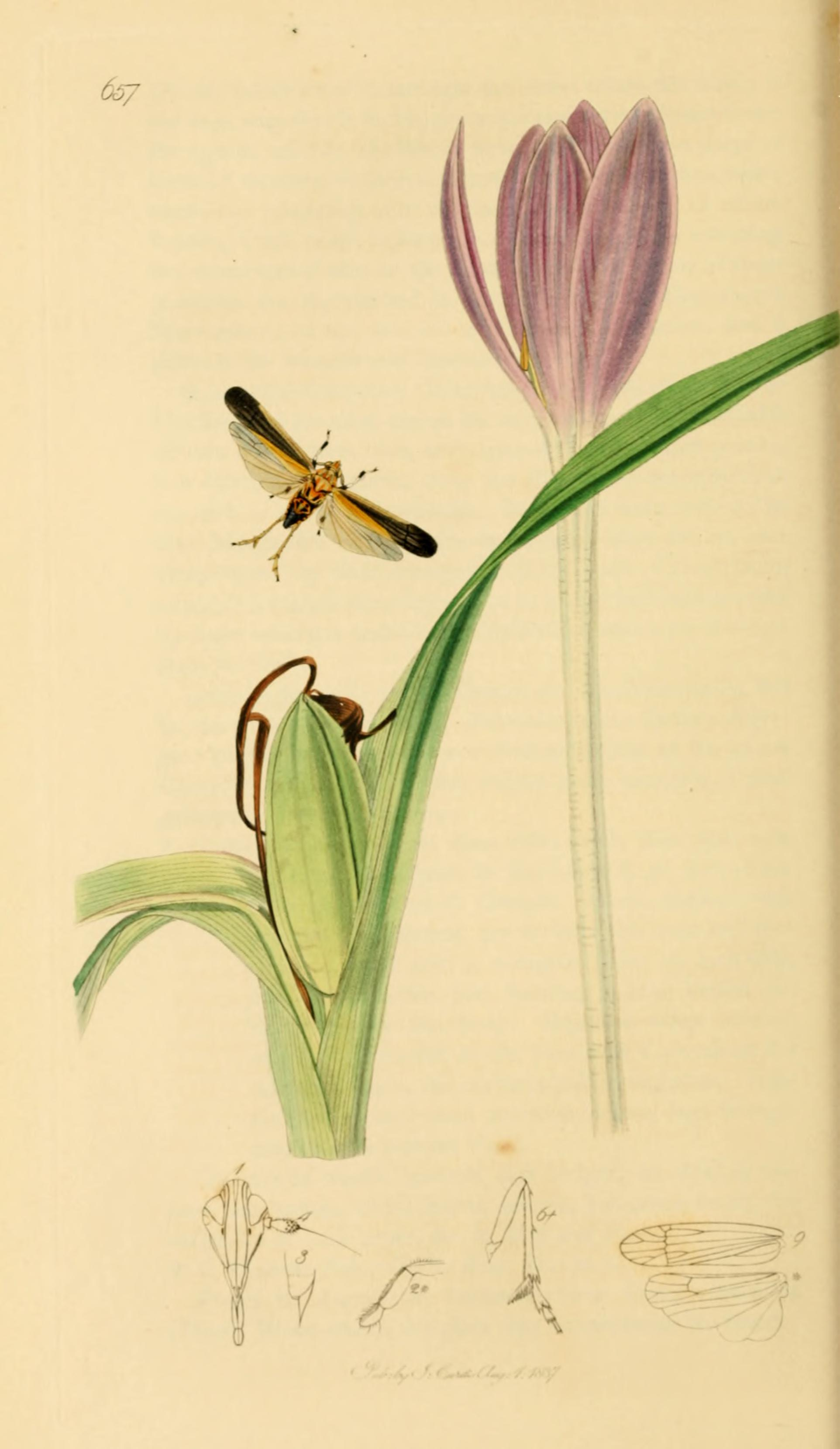
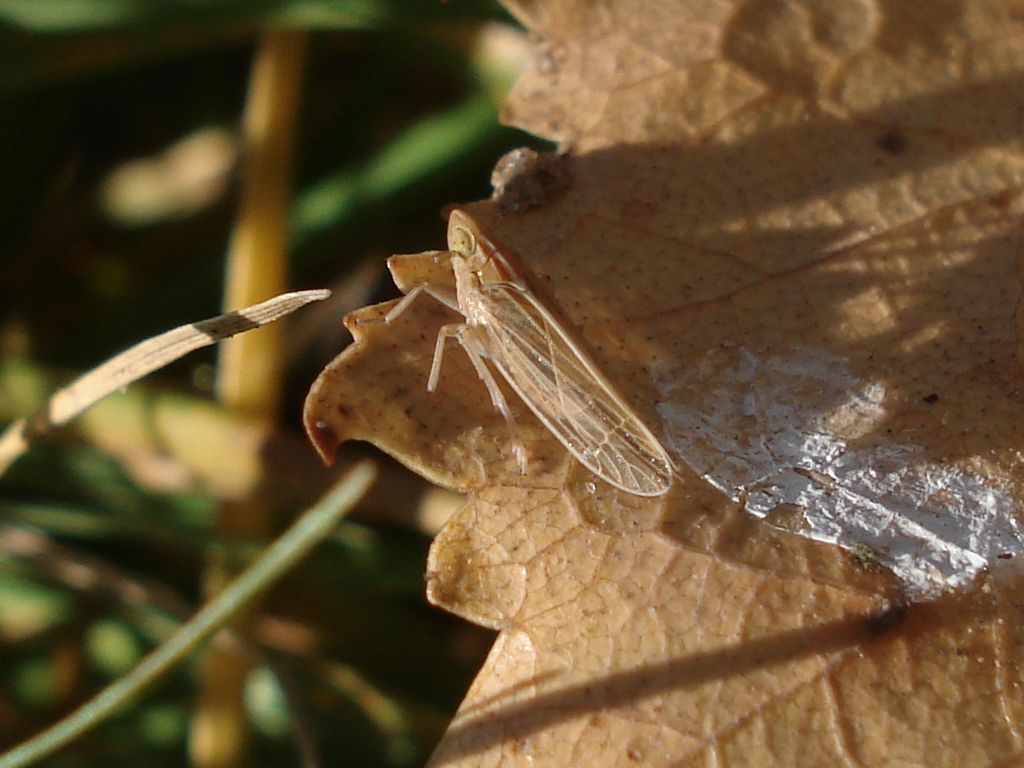
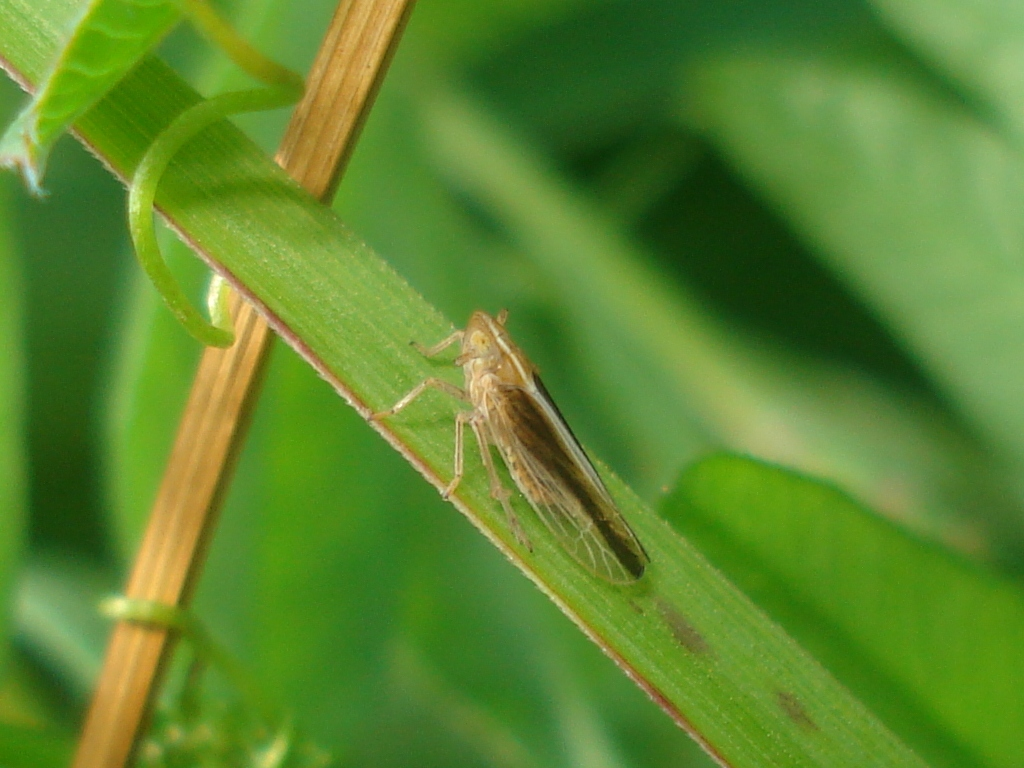
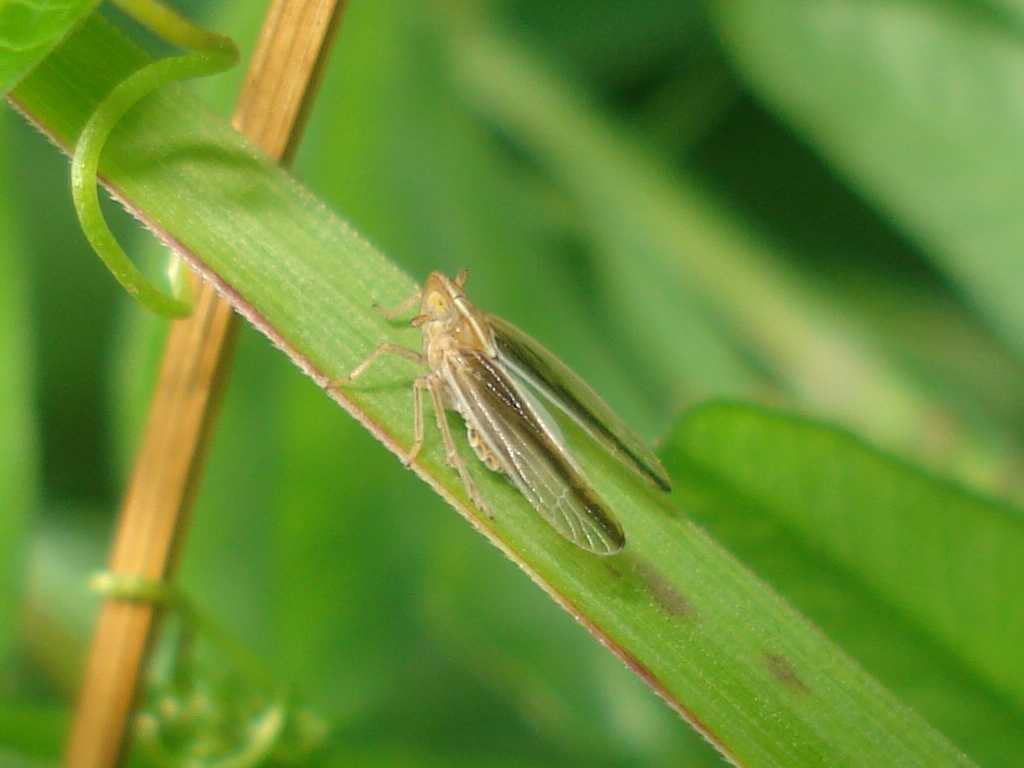

## Dottertaxa tillStenocranus, i alfabetisk ordning[1][2]
- Stenocranus agamopsyche
- Stenocranus akashiensis
- Stenocranus angustus
- Stenocranus arundineus
- Stenocranus bakeri
- Stenocranus distinctus
- Stenocranus dorsalis
- Stenocranus elongatus
- Stenocranus fallax
- Stenocranus felti
- Stenocranus formosanus
- Stenocranus fuscovittata
- Stenocranus harimensis
- Stenocranus hokkaidoensis
- Stenocranus hopponis
- Stenocranus japonicus
- Stenocranus koreanus
- Stenocranus lautus
- Stenocranus longipennis
- Stenocranus luteivitta
- Stenocranus luteus
- Stenocranus maculipes
- Stenocranus major
- Stenocranus matsumurai
- Stenocranus minuta
- Stenocranus minutus
- Stenocranus neopacificus
- Stenocranus nigrifrons
- Stenocranus niisimai
- Stenocranus ogasawarensis
- Stenocranus pacificus
- Stenocranus philippinensis
- Stenocranus pseudopacificus
- Stenocranus sapporensis
- Stenocranus seminigrifrons
- Stenocranus similis
- Stenocranus sukumonus
- Stenocranus takasagonis
- Stenocranus tamagawanus
- Stenocranus tateyamanus